# Chris Goulding
Pour les articles homonymes, voir Goulding.
Chris Goulding, né le 24 octobre 1988, à Launceston, en Australie, est un joueur australien de basket-ball. Il évolue au poste d'arrière.

## Biographie
En mars 2023, après la fin de la saison du championnat australo-néo-zélandais, Goulding rejoint le Paris Basketball jusqu'à la fin de la saison. Il vient pallier l'absence sur blessure de Kyle Allman.

## Palmarès
- Champion NBL 2007
- Meilleur marqueur NBL 2014